# Mazama rufina
Il mazama rosso minore (Mazama rufina Pucheran, 1851), noto anche come mazama rosso dell'Ecuador, è un piccolo cervo poco conosciuto originario delle Ande della Colombia, dell'Ecuador e del Perù settentrionale, dove abita nelle foreste e nei páramo a 1400–3600 m di quota. È uno dei mazama più piccoli. Ha mantello rossastro, con zampe e sommità del capo nerastre. Fino al 1999, alcuni autori consideravano il mazama pigmeo (M. nana) e il mazama di Mérida (M. bricenii) sottospecie del mazama rosso minore.
Durante il Pleistocene, il mazama rosso minore costituiva una parte importante della dieta del popolo della cultura di Las Vegas.